# Жабно (Сисак)
Жабно (хорв. Žabno) — населений пункт у Хорватії, у Сисацько-Мославинській жупанії у складі міста Сисак.

## Населення
Населення за даними перепису 2011 року становило 511 осіб.
Динаміка чисельності населення поселення:

## Клімат
Середня річна температура становить 11,15 °C, середня максимальна – 25,53 °C, а середня мінімальна – -5,73 °C. Середня річна кількість опадів – 902 мм.
| Клімат поселення                              | Клімат поселення | Клімат поселення | Клімат поселення | Клімат поселення | Клімат поселення | Клімат поселення | Клімат поселення | Клімат поселення | Клімат поселення | Клімат поселення | Клімат поселення | Клімат поселення | Клімат поселення |
| Показник                                      | Січ.             | Лют.             | Бер.             | Квіт.            | Трав.            | Черв.            | Лип.             | Серп.            | Вер.             | Жовт.            | Лист.            | Груд.            |                  |
| Середній максимум, °C                         | 6,56             | 8,53             | 13,06            | 17,55            | 22,62            | 25,53            | 24,38            | 23,54            | 19,82            | 14,76            | 9,35             | 5,07             |                  |
| Середня температура, °C                       | 0,41             | 2,39             | 6,92             | 11,42            | 16,48            | 19,39            | 21,02            | 20,18            | 16,46            | 11,40            | 5,98             | 1,72             |                  |
| Середній мінімум, °C                          | −5,73            | −3,75            | 0,78             | 5,27             | 10,35            | 13,25            | 17,65            | 16,82            | 13,10            | 8,02             | 2,62             | −1,66            |                  |
| Норма опадів, мм                              | 55               | 53               | 60               | 72               | 79               | 91               | 80               | 85               | 83               | 85               | 90               | 69               |                  |
| Середньомісячна швидкість вітру, м/с          | 1.80             | 2.00             | 2.40             | 2.30             | 2.10             | 1.90             | 1.90             | 1.70             | 1.70             | 1.80             | 1.81             | 1.81             |                  |
| Середньомісячна сонячна радіація, кДж/м²·день | 4224             | 6977             | 10706            | 15167            | 19394            | 21459            | 22540            | 19577            | 14441            | 8911             | 4682             | 3439             |                  |
| --------------------------------------------- | ---------------- | ---------------- | ---------------- | ---------------- | ---------------- | ---------------- | ---------------- | ---------------- | ---------------- | ---------------- | ---------------- | ---------------- | ---------------- |
| Джерело:                                      |                  |                  |                  |                  |                  |                  |                  |                  |                  |                  |                  |                  |                  |